# San Isidro el Queyón
San Isidro el Queyón är en ort i Mexiko.   Den ligger i kommunen Santa Lucía Miahuatlán och delstaten Oaxaca, i den sydöstra delen av landet, 400 km sydost om huvudstaden Mexico City. San Isidro el Queyón ligger 2 157 meter över havet och antalet invånare är 278.
Terrängen runt San Isidro el Queyón är kuperad åt nordost, men åt sydväst är den bergig. Runt San Isidro el Queyón är det glesbefolkat, med 18 invånare per kvadratkilometer. Närmaste större samhälle är Miahuatlán de Porfirio Díaz, 13,1 km norr om San Isidro el Queyón. I omgivningarna runt San Isidro el Queyón växer huvudsakligen savannskog.